# مؤسسة سكول
مؤسسة سكول هي مؤسسة خاصة مقرها في بالو ألتو، كاليفورنيا. تمنح المؤسسة المنح والاستثمارات التي تهدف إلى الحد من الفقر العالمي. أنشأ رجل الأعمال الملياردير جيفري سكول المؤسسة في عام 1999.
بلغ إجمالي أصول المؤسسة (بما في ذلك الصناديق التابعة لها) 1.127 مليار دولار اعتبارًا من عام 2018. قدمت الكيانات المجمعة منحًا بلغ مجموعها حوالي 71 مليون دولار أمريكي في عام 2018 (ومدفوعات بقيمة 56 مليون دولار أمريكي)، بناءً على الأرقام غير المدققة التي أبلغت عنها المؤسسة. ووفقًا لأحدث البيانات المالية المدققة،  بلغ إجمالي المصروفات غير المتعلقة بالمنح للمؤسسة حوالي 17 مليون دولار أمريكي في عام 2018.

## تاريخ
أسس سكول المؤسسة في عام 1999 لتمويل ريادة الأعمال الاجتماعية،  من خلال الجوائز والمنح والبرامج التعليمية في جامعتي أكسفورد وهارفارد.  أنشأ سكول، أول رئيس لشركة إيباي، مؤسسة سكول بعد إنشاء مؤسسة إيباي.
وظف سكول في عام 2001 سالي أوسبرغ، المديرة التنفيذية المؤسسة السابقة لمتحف اكتشاف الأطفال في سان خوسيه. كانت أوسبرغ أول موظفة ورئيسة ومديرة تنفيذية للمؤسسة. تزعم أوسبرغ أنها قادت المنظمة خلال مراحل التأسيس والتنفيذ والتجديد. أنشأت أوسبرغ وزملاؤها منصات لربط أعضاء المجتمع المدني بقادة القطاعين الخاص والعام. شملت هذه المنصات شراكات مع مهرجان صندانس وكلية سعيد للأعمال بجامعة أكسفورد.
أسس سكول مؤسسة سكول الخاصة في عام 2003. يعمل الكيانان، اللذان لديهما هيئات إدارية متميزة ولكنهما يشتركان في الموظفين والمكاتب، معًا في عمليات منح المؤسسة وبرامجها الأخرى.
أعلنت أوسبرغ في أبريل 2017 عن خطط للتنحي عن منصب الرئيس التنفيذي.
تولى ريتشارد فاهي منصب الرئيس المؤقت في عام 2018 بعد 14 عامًا من القيادة التنفيذية في المؤسسة. عُين دونالد جيبس في فبراير 2019 في منصب الرئيس التنفيذي للمؤسسة. [2] شغل جيبس سابقًا منصب سفير الولايات المتحدة لدى جمهورية جنوب إفريقيا. وظفت المؤسسة في مارس 2021 مارلا بلو في منصب الرئيس ومديرة العمليات. عملت بلو سابقًا نائبة الرئيس الأولى للتأثير الاجتماعي في أمريكا الشمالية لمركز ماستركارد للنمو الشامل.
انتقلت المؤسسة إلى مقرها الرئيسي في بالو ألتو في عام 2004، وتعاونت أيضًا بشكل وثيق مع صندوق سكول للمخاطر العالمية، الذي أُنشئ في عام 2009، لمعالجة تغير المناخ والأوبئة والأمن المائي والانتشار النووي والصراع في الشرق الأوسط. [1]  شملت بعض مبادرات الصندوق التي دعمتها المؤسسة تطبيقًا، طُوّر بالشراكة مع وزارة الصحة البرازيلية، والذي سمح بمراقبة الظروف الصحية والعدوى المحتملة بفيروس زيكا خلال أولمبياد 2016؛  ودعم تقنيات المراقبة التي تحدد الأوبئة في وقت مبكر من تفشيها؛  وتطوير أداة عبر الإنترنت ستساعد صانعي السياسات على تحديد المخاطر العالمية للمياه ومواطن الضعف في الأمن الغذائي.
بدأت المؤسسة تمويل الأبحاث المتعلقة بالتأهب والاستعداد للأوبئة في عام 2009. في الوقت نفسه، مولت المنظمة الأبحاث المتعلقة بتغير المناخ، ونقص المياه، والأسلحة النووية، والصراع في الشرق الأوسط؛ وأطلقت على هذا اسم صندوق المخاطر العالمية التابع لها. في السابق، عقدت المؤسسة شراكة مع الذراع الخيرية لشركة جوجل، جوجل دوت أورج، لتمويل أبحاث ناثان وولف لعام 2008 حول انتقال الأمراض بين الأنواع بين صيادي حيوانات الأدغال الكاميرونيين. أنشأ الصندوق في عام 2018 منظمة إنهاء الأوبئة، وهي منظمة غير ربحية انبثقت عن أبحاثها في مجال الكشف عن الأوبئة والاستجابة السريعة.
زاد سكول من منحة المؤسسة لعام 2020 إلى 200 مليون دولار أمريكي للاستجابة للتأثير الاقتصادي والصحي والاجتماعي للجائحة. كانت الشبكة الأفريقية لعلم الأوبئة الميداني، وهي مجموعة تعمل مع المراكز الأفريقية لمكافحة الأمراض والوقاية منها، أول الحاصلين على منح المؤسسة المتعلقة بكوفيد. كما منحت المؤسسة أربعة وستين من الحاصلين على منح سكول السابقين والحاليين 50 ألف دولار أمريكي كتمويل طارئ خلال هذه الفترة.

## مركز سكول لريادة الأعمال الاجتماعية في جامعة أكسفورد
تبرعت المؤسسة في عام 2003 بمبلغ 7.5 مليون دولار أمريكي لكلية سعيد للأعمال بجامعة أكسفورد لإنشاء مركز سكول لريادة الأعمال الاجتماعية. يدرس المركز ويعزز الشركات ذات الأهداف الاجتماعية ويستضيف برنامج ماجستير إدارة أعمال لمدة عام في ريادة الأعمال الاجتماعية. مولت المنحة أيضًا وظيفة أستاذية موهوبة، ومدير برنامج، وزملاء زائرين، وخمس زمالات لطلاب ماجستير إدارة الأعمال، وزملاء زائرين، ومنتدى سكول العالمي السنوي حول ريادة الأعمال الاجتماعية. تركز أنشطة مركز سكول على تعليم قادة التغيير الاجتماعي، والبحث العملي، وجمع القادة في مجال التغيير الاجتماعي.

## منتدى سكول العالمي
يجمع منتدى سكول العالمي السنوي قادة ريادة الأعمال الاجتماعية،  في كلية سعيد للأعمال لمناقشة حلول للتحديات الاجتماعية. عقدت المؤسسة أول منتدى لها في عام 2004. بلغ عدد الحضور حوالي 1200 اعتبارًا من منتدى عام 2019،  ومثل المندوبون حوالي 80 دولة. يسهل الحدث الاستثمار المؤثر.

### المتحدثون البارزون
- كوفي عنان, 2013 [31]
- ملالا يوسفزي, 2014 [32]
- ديزموند توتو, 2015 [33]
- آل جور, 2016 [34]
- جيمي كارتر, 2018 [35]

## جوائز سكول لريادة الأعمال الاجتماعية

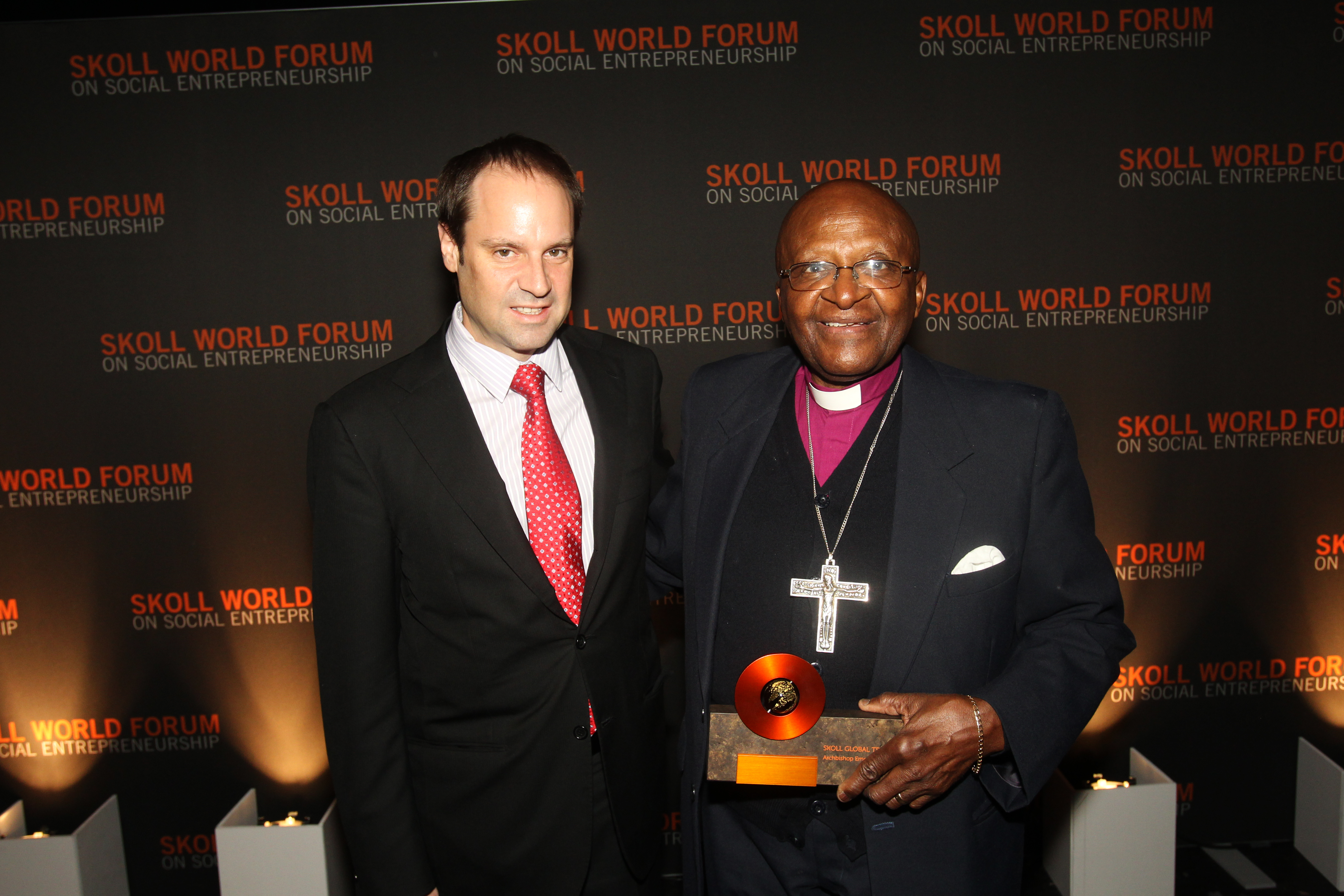
جيفري سكول (يسار) وديزموند توتو (يمين) في حفل توزيع جوائز سكول لريادة الأعمال الاجتماعية

تقدم مؤسسة سكول كل عام جوائز سكول لريادة الأعمال الاجتماعية. تقبل المؤسسة الترشيحات من داخل شبكتها. فيما يلي قائمة بجوائز سكول مُنظمة حسب السنة. تزعم سكول أن الجوائز تهدف إلى زيادة الوعي من خلال سرد القصص. "شعرنا أن جزءًا من مهمتنا هو إقامة حفل يحظى فيه هؤلاء الأشخاص بمزيد من الشهرة".
| السنة | المنظمة                                               | الفائزون                                          |
| ----- | ----------------------------------------------------- | ------------------------------------------------- |
| 2005  | كلية حفاة القدمين                                     | بانكر روي                                         |
| 2005  | كامفيد                                                | آن كوتون                                          |
| 2005  | التجارة العادلة في الولايات المتحدة                   | بول رايس                                          |
| 2005  | مؤسسة باراغوايا                                       | مارتن بيرت                                        |
| 2005  | النسيج الجيد الدولي                                   | نينا سميث                                         |
| 2005  | معهد صحة العالم الواحد                                | فيكتوريا هيل                                      |
| 2005  | مؤسسات التنمية الدولية                                | أميتابا سادانجي                                   |
| 2005  | انطلاق الدولية                                        | نيك مونمارتن فيشر                                 |
| 2005  | أصوات من الأرض                                        | لويس زاران                                        |
| 2006  | معهد التعلم الأفغاني                                  | سكينة يعقوبي                                      |
| 2006  | أفلاتون                                               | جيرو بيليموريا                                    |
| 2006  | بينيتك                                                | جيم فروخترمان                                     |
| 2006  | سيريس                                                 | ميندي لوبر                                        |
| 2006  | مدينة صحية                                            | ألبينا رويز                                       |
| 2006  | جمعية تطوير المجتمع والأفراد (مدينة الحرم الجامعي)    | تادي بليشر                                        |
| 2006  | الرعاية الصحية بلا ضرر                                | غاري كوهين                                        |
| 2006  | معهد دراسات وممارسات التنمية                          | قرة العين بختياري                                 |
| 2006  | جسور العدالة الدولية                                  | كارين آي. تسي                                     |
| 2006  | نظراء للأمام (المعروفة سابقًا باسم قمة الكلية)         | جي. بي. شرام                                      |
| 2006  | ركاب من أجل الصحة                                     | - باري كولمان - أندريا كولمان                     |
| 2006  | غرفة للقراءة                                          | جون وود                                           |
| 2006  | جذور السلام                                           | هايدي كوهن                                        |
| 2006  | صحة الطفل                                             | فيرا كورديرو                                      |
| 2006  | البحث عن أرضية مشتركة                                 | - سوزان كولين ماركس - جون ماركس                   |
| 2006  | قرية الوصول                                           | بليز جودجا-ساتو                                   |
| 2007  | مؤسسة المدرسة الجديدة                                 | فيكي كولبيرت                                      |
| 2007  | غرام فيكاس                                            | جو مادياث                                         |
| 2007  | مؤسسة كاشف                                            | روشانه زافر                                       |
| 2007  | مؤسسة مانشستر بيدويل                                  | ويليام ستريكلاند                                  |
| 2007  | مجلس الإشراف البحري                                   | روبرت هاوز                                        |
| 2008  | فريق الحفاظ على الأمازون                              | - مارك بلوتكين - ليليانا مادريغال                 |
| 2008  | المجلس الأمريكي للطاقة المتجددة                       | مايكل إيكهارت                                     |
| 2008  | أرزو                                                  | كوني دكوورث                                       |
| 2008  | بيانات الفجوة الرقمية                                 | - جيريمي هوكنستين - ماي سيري فونغفان              |
| 2008  | كيفا                                                  | - برمال شاه - مات فلانيري                         |
| 2008  | أمهات لأجل الأمهات                                    | - جين فالك - ميتشل بيسر                           |
| 2008  | ون سكاي                                               | جيني بوين                                         |
| 2008  | منظمة منتدى فيسيان                                    | ماريا سيسيليا فلوريس-أوباندا                      |
| 2009  | الجرذ البطل                                           | بارت ويتجنز                                       |
| 2009  | مجموعة التنمية البيومناطقية                           | - بوران ديساي - سو ريدلستون                       |
| 2009  | غايا أمازوناس                                         | مارتين فون هيلدبراند                              |
| 2009  | إنجاز العرب                                           | ثريا السلطي                                       |
| 2009  | المركز الدولي للعدالة الانتقالية                      | - خوان إي. منديز - بول فان زيل                    |
| 2009  | التدريس للجميع                                        | ويندي كوب (مديرة)                                 |
| 2009  | Water.org                                             | غاري وايت                                         |
| 2010  | بناء الأسواق                                          | سكوت غيلمور                                       |
| 2010  | Encore.org                                            | مارك فريدمان                                      |
| 2010  | توجهات الغابات                                        | مايكل جينكنز                                      |
| 2010  | إمازون                                                | - كارلوس سوزا جونيور - بيتو فيريسيمو              |
| 2010  | صندوق الفدان الواحد                                   | أندرو يونغ                                        |
| 2010  | تيلا باك                                              | - أمبروسيوس رويندروارتو - سيلفيريوس أوسكار أونغول |
| 2010  | منظمة توستان                                          | مولي ميلشينغ                                      |
| 2011  | هلث ليدز                                              | ريبيكا أوني                                       |
| 2011  | مركز المعلمين الجدد                                   | إلين موير                                         |
| 2011  | براثام                                                | مادهف تشافان                                      |
| 2012  | لانديسا                                               | لانديسا                                           |
| 2012  | بروكسمتي ديزاينز                                      | - ديبي أونغ دين تايلور - جيم تايلور               |
| 2012  | نيدان                                                 | أربيند سينغ                                       |
| 2013  | الدبلوماسي المستقل                                    | كارن روس                                          |
| 2014  | أكاديمية خان                                          | سلمان خان (تربوي)                                 |
| 2014  | بي لاب                                                | - جاي كوين جيلبرت - بارت هولاهان                  |
| 2014  | مؤسسة كابيتال                                         | إيفز موري                                         |
| 2014  | فتيات لا زوجات                                        | مابيل فان أورانجي                                 |
| 2014  | الشاهد العالمي                                        | - سيمون تايلور - شارميان غوتش - باتريك آلي        |
| 2014  | ميديك موبايل                                          | جوش نيسبيت                                        |
| 2014  | الدولية لسكان العشوائيات                              | جوكين أروثام                                      |
| 2014  | المياه والصرف الصحي للفقراء في المناطق الحضرية (WSUP) | سام باركر                                         |
| 2015  | بلو فينتشرز                                           | أليستير هاريس                                     |
| 2015  | مؤسسة تعليم الفتيات                                   | سافينا حسين                                       |
| 2015  | مؤسسة الأمن البيئي                                    | جاغديش راو بوبالا                                 |
| 2015  | معهد الشؤون العامة والبيئية                           | ما جون (البيئي)                                   |
| 2016  | هاك                                                   | - ماليكا دوت - سونالي خان                         |
| 2016  | مبادرة العدالة المتساوية                              | بريان ستيفنسون                                    |
| 2016  | ليفينغ جود                                            | تشاك سلوتر                                        |
| 2016  | ناماتي                                                | فيفيك مارو                                        |
| 2016  | فيديري                                                | أورين ياكوبوفيتش                                  |
| 2017  | بابان جونا                                            | كولا ماشا                                         |
| 2017  | بناء التغيير                                          | إليزابيث هاوسلر                                   |
| 2017  | الصحة إلى آخر ميل                                     | راج بانجابي                                       |
| 2017  | مشروع بولاريس                                         | برادلي مايلز                                      |
| 2018  | كود لأمريكا                                           | جينيفر باهلكا                                     |
| 2018  | الهيئة العالمية للصحة                                 | باربرا بيرس بوش                                   |
| 2018  | سيلكو الهند                                           | مؤسسة سيلكو                                       |
| 2019  | خط الأزمة النصي                                       | نانسي لوبلين                                      |
| 2019  | مبادرة تسريع توظيف الشباب في هارامبي                  | - نيكولا جالومبيك - ماريانا إسكندر                |
| 2019  | إم بيدجري                                             | - برايت سيمونز - سيلورم برانتي                    |
| 2019  | مفارما                                                | غريغوري روكسون                                    |
| 2019  | ثورن                                                  | جولي كوردوا                                       |
| 2020  | أرمان                                                 | أبارنا هيدج                                       |
| 2020  | مركز التقنية والحياة المدنية                          | - تيانا إيبس-جونسون - ويتني ماي - دوني بريدجز     |
| 2020  | جلاس وينج انترناشيونال                                | - سيلينا دي سولا - كين بيكر                       |
| 2020  | مشروع الجريمة المنظمة والفساد الصحفي                  | - درو سوليفان - بول رادو                          |
| 2020  | المجلس الدولي للنقل النظيف                            | درو كودجاك                                        |

## روابط خارجية
- الموقع الرسمي
- List of Skoll Awardees
- Skoll Global Threats Fund نسخة محفوظة 4 أكتوبر 2012 على موقع واي باك مشين.